# Museo Histórico de las Merindades
El Museo Histórico de las Merindades tiene su sede en el Castillo de los Velasco de Medina de Pomar, comarca de Las Merindades, Burgos. Esta fortaleza ha sido declarada Bien de Interés Cultural en 1931, y es el símbolo de la ciudad y del poder de la familia que dominó estas tierra en la Edad Media. Fue levantado en el siglo XIV por el poderoso linaje de los Velasco. Fue palacio y castillo defensivo. Su interior, que aún guarda la huella del mudéjar, se ha acondicionado para albergar este museo.
Una puerta ojival da acceso al cuerpo central del alcázar, lugar donde se ubica el área de recepción de visitantes.

## Sala de Las Merindades
La maqueta central nos presenta el contrastado paisaje de Las Merindades. Organización política y jurídica del territorio. Panel heráldico. Avance del medio físico.

## Sala Noble
Salón de actos, emplazada en la torre sur. Friso mudéjar.
Escena de la vida medieval con elementos que simbolizan el poder, la sociedad y la familia.

## Sala de Arqueología
Recorrido cronológico desde la prehistoria hasta el siglo XVII. Elementos destacados: fuente romana del siglo III hallada en Villaventín; inscripción de la consagración de la iglesia visigótica de Santa María de Mijangos, del siglo VI.

## Documentos
- Albalá de Enrique II, datado en 1370, en el que otorga a Don Pedro Fernández I de Velasco la villa de Medina de Pomar en señorío.